# Maxi 800
Maxi 800 är en segelbåt som presenterades 1992 och var den första helt nya modellen som presenterades sedan Nimbus tagit över Maxi. Tillverkningen upphörde i mitten av 1990-talet. 43 exemplar tillverkades.
Tanken var att göra en ny båt med ungefär samma storlek som den gamla succén Maxi 77. Jämfört med Maxi 77 är dock Maxi 800 avsevärt modernare, till exempel tryckvatten och 7/8-delsriggad. Hon har sittbrunn med användbara skarndäck och en liten badplattform i aktern. Här finns även fäste för utombordare för de som inte väljer att sätta in en inombordare.
Inredning: Direkt till babord om nedgångstrappan finns ett framåtvänt L-format pentry. Till styrbord finns toalett. Salongen består av U-soffa som går runt salongsbordet förut. Mellan toaletten och salongssoffan finns garderob och navigationsbord. Akter om pentryt finns en dubbelkoj (stickkoj).